# Federación Nacional de Profesores de Enseñanza Secundaria
La Federación Nacional de Profesores de Enseñanza Secundaria (FeNaPES) es una organización sindical uruguaya, integrada por 61 asociaciones de profesores que ejercen la enseñanza en la Dirección General de Educación Secundaria (DGES) de la ANEP del Uruguay. Fue fundada el 23 de noviembre de 1963, en ese entonces bajo el nombre de Federación Nacional de Profesores (FNP).
Su sede se ubica en calle Maldonado 1193 en Montevideo. Se vincula con otras organizaciones sindicales de la educación a través de la Coordinadora de Sindicatos de la Enseñanza (CSEU). Integra la Mesa Representativa del PIT-CNT y está afiliada a la Internacional de la Educación de América Latina (IEAL).

## Historia
FeNaPES tuvo su fundación en el Congreso celebrado en la ciudad de Paysandú en los días 23 y 24 de noviembre de 1963.
Vio interrumpida su actividad durante la dictadura cívico militar en el período 1973 al 1985, teniendo una reconstitución a partir de 1986.
Posee un hogar estudiantil situado en Montevideo, destinado a dar alojamiento a familiares de los afiliados del interior que cursan estudios en la capital; una Colonia de vacaciones en Jaureguiberry (Canelones), y un Espacio Cultural y Pedagógico ubicado en la ciudad de Nueva Helvecia (Colonia).

## Organización

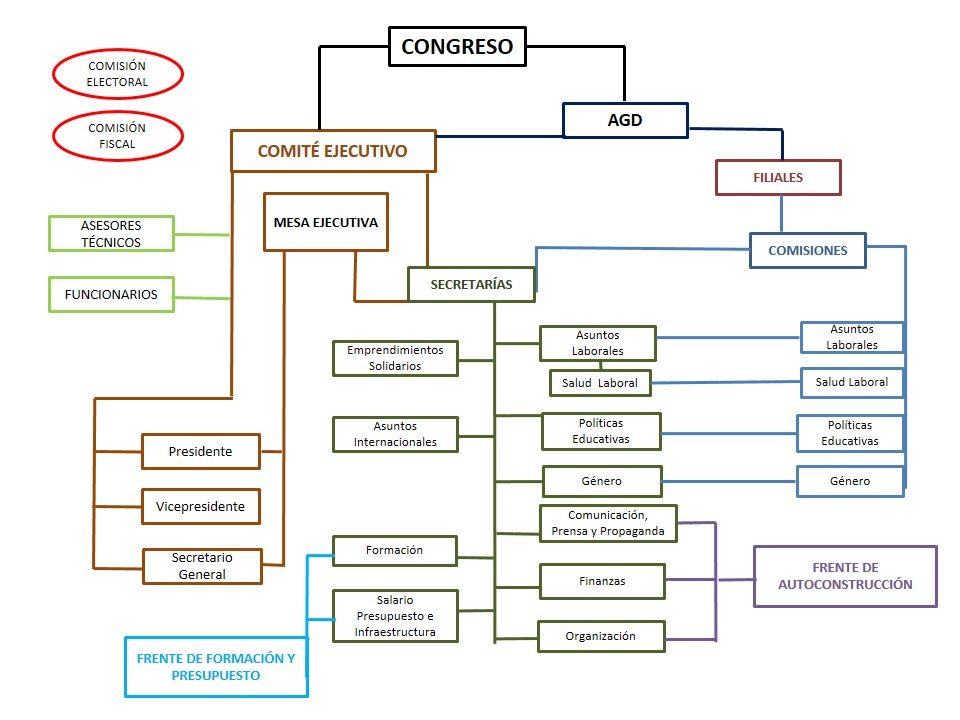
Organigrama de la federación.

El máximo órgano resolutivo es el Congreso de asociaciones que se realiza cada bienio de manera ordinaria, donde las filiales eligen el Comité Ejecutivo.
El funcionamiento de la Federación está pautado por las Asambleas Generales de Delegados (AGD) que se realizan estatutariamente en un lapso de 30 a 45 días, pudiendo realizarse con mayor frecuencia si así fuera requerido.
Actualmente cuenta con 11 secretarías: Asuntos laborales - Salud laboral; Políticas Educativas; Género; Comunicación, Prensa y Propaganda; Finanzas; Organización; Salario, Presupuesto e Infraestructura; Asuntos Internacionales; y Formación.
Su presidente es Marcela Da Col y su vicepresidente es José Olivera.